# Andrei Jurjewitsch Solomatin
Andrei Jurjewitsch Solomatin (russisch Андре́й Ю́рьевич Солома́тин; * 9. September 1975 in Moskau, Sowjetunion) ist ein ehemaliger russischer Fußballspieler.
Andrei Solomatin begann seine Karriere 1992 in der 2. Mannschaft bei Torpedo Moskau und beendete in diesem Verein 2007 auch seine Profi-Laufbahn. Dazwischen stand der 1,83 Meter große Abwehrspieler unter anderem bei Lokomotive Moskau, ZSKA Moskau und Anschi Machatschkala unter Vertrag. Auslandsstationen bei Seongnam Ilhwa Chunma FC und Obolon Kiew führten ihn nach Südkorea beziehungsweise in die Ukraine.
In der Spielzeit 2003 gewann Solomatin mit ZSKA Moskau den Meistertitel in der Premjer-Liga.
Für die russische Nationalelf bestritt Andrei Solomatin zwischen 1998 und 2003 13 Spiele, in denen ihm ein Treffer gelang. Bei der WM 2002 in Japan und Südkorea wurde er beim Vorrundenaus der Sbornaja in allen drei Gruppenspielen eingesetzt.